# Trimerotropis gracilis
Trimerotropis gracilis är en insektsart som först beskrevs av Thomas, C. 1872.  Trimerotropis gracilis ingår i släktet Trimerotropis och familjen gräshoppor. Inga underarter finns listade i Catalogue of Life.